# Opisthoteuthis californiana
Opisthoteuthis californiana (Berry, 1949) è un polpo appartenente alla famiglia Opisthoteuthidae, conosciuto col nome comune di polpo Dumbo.

## Descrizione
È un polpo dall'aspetto insolito, perché ha una forma appiattita e con tentacoli più corti. Oltre la metà di ognuno degli otto tentacoli è rivestito da una membrana, che favorisce il movimento. Vivendo negli abissi sono sprovvisti di sacca dell'inchiostro, perché questa sarebbe inutile. La livrea non è molto variabile come in altre specie, tra cui il lontano cugino Octopus vulgaris, infatti è solitamente rosato-rossa o gialla. Presentano due protuberanze simili a orecchie poste sulla testa che ricordano le orecchie dell'omonimo personaggio della Disney. Condivide lo stesso nome di altre specie appartenenti al sottordine Cirrina, particolarmente col genere Grimpoteuthis.

## Distribuzione e habitat
O. californiana è presente in California (da cui prende il nome scientifico) fino a una profondità di 350 m, ma in Giappone si spinge oltre, fino a una profondità di 560 m (530 di norma).

## Nomi scientifici e comuni
Come già detto, questa specie prende il nome di "polpo Dumbo" per via di una sorta di alette poste sul capo, le quali ricordano le orecchie dell'elefante volante della Disney. Altri nomi comuni sono "flapjack octopus" (Regno Unito) "Mendako", メンダコ (Giappone). In Giappone, è conosciuto con il nome scientifico di Opisthoteuthis depressa, riferendosi alla forma piatta.